# 中国大陆电视剧列表 (2011年)
本条目罗列2011年首播的中国大陆电视剧（含网络剧）。
颜色指引：  IP劇

## 古装/民初/都市/婚姻/青春/科幻
注：集数以国家广播电影电视总局公布为准，语言以普通话为主，按首播日期排序
| 剧名                        | 集数 | 专题                       | 首播(地方台/视频网)                            | 首播(卫视/央视)                       | 主演                                                                             | 题材 |
| --------------------------- | ---- | -------------------------- | ---------------------------------------------- | ------------------------------------- | -------------------------------------------------------------------------------- | ---- |
| 水浒传                      | 86   | 网页（页面存档备份，存于） | 1月1日 浙江钱江频道                            | 8月2日 安徽/东方/山东/天津卫视        | 张涵予、李宗翰、胡东、黄海冰、陈龙、高虎、严屹宽、安以轩                         | 古装 |
| 七种武器之孔雀翎            | 21   |                            |                                                | 1月2日 央视一套                       | 释小龙、于波、穆婷婷、王梓诺、于莎莎                                             | 古装 |
| 古今大战秦俑情              | 43   | 网页（页面存档备份，存于） |                                                | 1月4日 央视一套                       | 杜淳、安以轩、罗嘉良、方安娜、赵阳                                               | 科幻 |
| 窈"跳"淑女                  | 10   |                            | 1月5日 奇艺网                                  |                                       | 徐小飒、殷叶子、王策、李北岳 (客串: 刘仪伟、杨幂)                                | 青春 |
| 孙子大传                    | 35   | 网页（页面存档备份，存于） | 1月5日 東風衛視                                |                                       | 张丰毅、景甜、尤勇、李子雄、翁虹                                                 | 古装 |
| 铠甲勇士刑天                | 60   |                            | 1月7日 广东嘉佳卡通频道                        |                                       | 李巍、吴昊泽、张亚男、徐子菲、张娜                                               | 科幻 |
| 一不小心爱上你              | 30   | 网页（页面存档备份，存于） |                                                | 1月7日 湖南卫视金鹰独播剧场           | 张翰、江铠同、丹尼斯·吴                                                          | 都市 |
| 杜鹃的女儿 / 为你守候       | 33   |                            | 1月8日 武汉文艺频道                            |                                       | 宋佳、李立、盖克                                                                 | 都市 |
| 十二生肖传奇                | 34   | 网页（页面存档备份，存于） | 1月11日 江苏综艺频道                           |                                       | 陈浩民、郭品超、李曼、王力可                                                     | 古装 |
| 爱情有点蓝                  | 80   | 网页（页面存档备份，存于） |                                                | 1月13日 浙江卫视                      | 马雅舒、谢祖武、况明洁、窦智孔、杨明娜                                           | 都市 |
| 淘气包马小跳                | 103  | 网页（页面存档备份，存于） |                                                | 1月14日 央视一套                      | 张世、张珂源、夏立新、方子哥、吴磊                                               | 科幻 |
| 女娲传说之灵珠              | 36   | 网页（页面存档备份，存于） | 1月16日 四川公共频道                           | 3月20日 江苏卫视                      | 锺欣潼、谭耀文、蒲巴甲、郭珍霓、孙兴                                             | 古装 |
| 帝锦                        | 52   | 中視（页面存档备份，存于） | 1月16日 上海东方电影频道                       |                                       | 安七炫、李泰兰、林文龙、施艳飞、康华                                             | 古装 |
| 野鸭子                      | 26   | 网页（页面存档备份，存于） |                                                | 1月17日 央视八套                      | 曹曦文、张桐、李颖、袁姗姗                                                       | 都市 |
| 穿透屋顶的回旋踢            | 20   |                            | 1月18日 土豆网                                 |                                       | 殷桃、姜涛、陈小艺、姚震、徐子菲、李肖然                                         | 都市 |
| 单身女王                    | 26   | 网页（页面存档备份，存于） |                                                | 1月21日 东方卫视                      | 黄维德、戴娇倩、蒙嘉慧                                                           | 都市 |
| 夏家三千金 / 爱情真善美     | 80   | 网页（页面存档备份，存于） |                                                | 1月22日 安徽卫视                      | 唐嫣、张檬、戚薇、陈楚河、邱泽、徐正曦                                           | 都市 |
| 春光灿烂猪九妹 / 猪九妹     | 29   | 网页（页面存档备份，存于） |                                                | 1月23日 安徽卫视                      | 陈乔恩、乔任梁、徐震、徐垚、翁虹                                                 | 古装 |
| 爱情公寓2                   | 20   | 网页（页面存档备份，存于） |                                                | 1月24日 东方/广东卫视                 | 陈赫、娄艺潇、孙艺洲、王传君、李金铭、金世佳、赵霁                               | 都市 |
| 幸福小丈夫                  | 25   |                            | 1月27日 杭州影视频道                           |                                       | 陈英俊，黄娟，杨姗姗，熊晓雯，魏巍                                               | 民初 |
| 宫 / 宫锁心玉               | 39   | 网页（页面存档备份，存于） |                                                | 1月31日 湖南卫视金鹰独播剧场          | 杨幂、冯绍峰、何晟铭、佟丽娅、郭羡妮、刘雪华                                     | 古装 |
| 大唐儒将开漳圣王 / 开漳圣王 | 36   |                            | 2月1日 SITV都市剧场                            |                                       | 严屹宽、何苗、王思懿、郑佩佩                                                     | 古装 |
| 相亲相爱                    | 3    | 网页（页面存档备份，存于） |                                                | 2月1日 央视八套                       | 姜超、李依晓、潘阳、金鑫、马梓涵                                                 | 婚姻 |
| 青春旋律                    | 10   |                            | 2月2日 辽宁都市频道                            | 2月2日 西藏卫视                       | 古巨基、蒋梦婕、马苏、黄圣依、金希澈                                             | 都市 |
| 侠隐记                      | 32   |                            |                                                | 2月4日 央视一套                       | 焦恩俊、洪剑涛、王思懿、齐芳、杨志雯                                             | 古装 |
| 爱要有你才完美              | 26   | 网页（页面存档备份，存于） | 2月6日 生活时尚频道                            |                                       | 霍思燕、朱雨辰、谭俊彦                                                           | 都市 |
| 洪武大案                    | 35   | 网页（页面存档备份，存于） | 2月8日 南京影视频道                            | 2012年1月5日 河北卫视                 | 李立群、保剑锋、侯天来、杨幂、刘德凯                                             | 古装 |
| 幸福最晴天                  | 25   | 网页（页面存档备份，存于） |                                                | 2月9日 安徽卫视                       | 贺军翔、張鈞甯、李易峰、周子涵、李智楠、李金铭                                   | 都市 |
| 幸福在路上                  | 25   | 网页（页面存档备份，存于） |                                                | 2月10日 南方卫视                      | 罗海琼、于和伟、韩雯雯、房子斌                                                   | 都市 |
| 星光都市                    | 24   | 网页（页面存档备份，存于） |                                                | 2月12日 CCTV-6                        | 王翰涛、江若琳、安雅、姜雨辰、张致恒、陈奕龙                                     | 都市 |
| 回家的诱惑 / 回家的欲望     | 68   | 网页（页面存档备份，存于） |                                                | 2月21日 湖南卫视金鹰独播剧场          | 秋瓷炫、凌潇肃、李彩华、迟帅、雷佳音                                             | 都市 |
| 大捕房                      | 33   | 网页（页面存档备份，存于） | 2月21日 上海东方电影频道                       | 5月3日 央视八套                       | 应采儿、耿乐、吴孟达、许绍雄、午马                                               | 民初 |
| 风雨桃花镇                  | 36   | 网页（页面存档备份，存于） | 2月22日 湖南电视剧频道                         |                                       | 于荣光、方力申、邓丽欣、梁家仁、张玉洁                                           | 民初 |
| 秦香莲                      | 32   | 网页（页面存档备份，存于） | 2月22日 南京影视频道                           | 11月11日 山东/河南卫视                | 陈浩民、袁姗姗、刘雪华                                                           | 古装 |
| 天地姻缘七仙女              | 50   | 网页（页面存档备份，存于） | 2月23日 安徽影视频道                           | 2012年8月4日 广东/广西/贵州卫视       | 刘洋、吴庆哲、张俪、陈浩民、梁家仁                                               | 古装 |
| 流泪的新娘                  | 34   | 网页（页面存档备份，存于） | 2月26日 山东电视影视频                         | 2012年6月11日 安徽卫视                | 郭珍霓、叶静、丁子峻、王宇婕                                                     | 民初 |
| 画皮                        | 34   | 网页（页面存档备份，存于） | 3月3日 南方影视频道                            | 4月2日 深圳卫视                       | 薛凯琪、陈怡蓉、吴映洁、李宗翰、凌潇肃                                           | 古装 |
| 下南洋                      | 38   | 网页                       |                                                | 3月3日 央视八套                       | 佟大为、黄圣依、隋俊波、童蕾、元华、张默                                         | 民初 |
| 初恋                        | 24   |                            |                                                | 3月6日 央视八套                       | 金载沅，牛萌萌，朱琳                                                             | 都市 |
| 说好不分手                  | 26   | 网页（页面存档备份，存于） |                                                | 3月18日 央视一套/深圳卫视             | 陈小艺、孙淳、焦俊艳、蒋恺                                                       | 都市 |
| 大明医圣李时珍              | 46   |                            | 3月9日 台灣藝術台                              |                                       | 黄海冰、胡可、郭凯敏、温兆伦                                                     | 古装 |
| 家，N次方                   | 30   | 网页（页面存档备份，存于） | 3月11日 上海艺术人文频道                       | 5月27日 江苏卫视                      | 赵宝刚、宋丹丹、朱雨辰、王子文、贺刚                                             | 都市 |
| 良家妇女                    | 42   | 网页（页面存档备份，存于） | 3月26日 江西都市频道                           | 2012年2月14日 广东卫视                | 马雅舒、杜德伟、张曦文、章申、庹宗华                                             | 民初 |
| 新京城四少                  | 35   | 网页（页面存档备份，存于） | 3月26日 吉林生活频道                           | 10月20日 浙江卫视(下午)               | 富大龙、周杰、迟帅、袁文康、杨幂                                                 | 民初 |
| 阿诚 / 创世纪风云之阿诚     | 32   | 网页（页面存档备份，存于） | 3月27日 广州综合频道                           |                                       | 罗晋，徐露，恬妞，于晓光                                                         | 民初 |
| 恋爱SOS                     | 16   |                            | 3月28日 视频网                                 |                                       | 陈意涵、薛仕凌                                                                   | 都市 |
| 新拿什么拯救你我的爱人      | 29   | 网页（页面存档备份，存于） |                                                | 4月7日 江苏卫视                       | 崔林、张歆艺、贾乃亮、董璇                                                       | 都市 |
| 温柔的谎言                  | 35   |                            | 4月12日 沈阳影视频道                           | 11月21日 浙江/山东/贵州卫视           | 侯天来、安泽豪、周泓、王鸥、孙雅                                                 | 都市 |
| 女人如花                    | 32   | 网页（页面存档备份，存于） |                                                | 4月15日 央视一套                      | 马苏、姜武、涂松岩、刘敏、潘泰名                                                 | 民初 |
| 乌托邦办公室                | 13   |                            | 4月22日 土豆网                                 |                                       | 张孝全，郑恺，邹陆                                                               | 都市 |
| 新玉观音                    | 32   | 网页（页面存档备份，存于） |                                                | 4月23日 江苏卫视                      | 高云翔、饶敏莉、莫小棋、安志杰、李强、赵丽颖、午马                               | 都市 |
| 换女成凤 / 真爱无敌         | 30   |                            | 4月28日 吉林生活频道                           | 2012年3月26日 央视八套                | 陶慧敏，庹宗华，范明，刘晓洁，傅程鹏，徐佳，岳跃利，卫莱                         | 都市 |
| 香格里拉                    | 36   | 网页（页面存档备份，存于） |                                                | 5月6日 央视一套                       | 胡歌、王力可、金莎、扎西顿珠、巍子                                               | 古装 |
| 三十而嫁                    | 30   | 网页（页面存档备份，存于） | 5月6日 上海电视剧频道                          | 10月27日 南方卫视                     | 黄小蕾，吴军，贾青，林申，高宝宝                                                 | 婚姻 |
| 盛女的黄金时代              | 26   |                            | 5月3日 上海艺术人文频道                        |                                       | 王丽坤、陈键锋、王传一、郑希怡、陆昱霖、王丹妮                                   | 都市 |
| 康熙情锁金殿(1997年制作)    | 55   |                            | 5月10日 河北张家口电视台                       |                                       | 温兆伦、翁虹、俞小凡、歸亞蕾、周紹棟、孟飛                                       | 古装 |
| 爱可以重来                  | 32   |                            | 5月25日 湖南电视剧频道                         | 2012年12月21日 陕西卫视               | 佟丽娅、宗峰岩、俞小凡                                                           | 民初 |
| 相逢何必曾相识              | 36   |                            | 5月31日 辽宁沈阳影视频道                       |                                       | 林佑威、楊冪、秦風、李麗珍                                                       | 民初 |
| 钱多多嫁人记 (网剧)         | 22   |                            | 5月30日 视频网                                 |                                       | 刘涛、陈楚河、张馨予、吴迪、苏俊杰                                               | 都市 |
| 给你生命给我爱              | 32   |                            | 5月22日 湖南经视                               | 2012年5月25日 河北/山西卫视           | 周毅、马晓灿、林申、娟子                                                         | 都市 |
| 镜海风云                    | 30   |                            | 5月??日 四川峨嵋电影频道                       |                                       | 张铎、叶静、黄曼、陈妍希                                                         | 民初 |
| 裸婚时代                    | 30   | 网页（页面存档备份，存于） | 6月3日 四川影视文艺频道                        | 6月11日 江苏/深圳/福建卫视            | 文章、姚笛、凯丽、丁嘉丽、韩童生、艾如、刘天佐                                   | 婚姻 |
| 红玫瑰黑玫瑰                | 31   |                            | 6月3日 北京文艺频道                            |                                       | 刘晓庆、王姬、王雅捷                                                             | 都市 |
| 护国军魂传奇                | 37   | 网页（页面存档备份，存于） | 6月4日 湖北综合频道                            | 10月5日 北京卫视                      | 于荣光、郑则仕、郭金、王力可、谢君豪                                             | 民初 |
| 少林寺传奇3之大漠豪情       | 58   |                            | 6月6日 广东珠江频道                            | 7月19日 央视八套                      | 鲍国安、洪金宝、刘家辉、元华、高明、雷恪生                                       | 古装 |
| 又见白娘子                  | 35   | 网页（页面存档备份，存于） | 6月7日 中視                                    |                                       | 任泉、左小青、沈晓海、戴君竹                                                     | 古装 |
| 拉手帮                      | 10   |                            | 6月18日 视频网                                 |                                       | 赵子琪、刘刚、许飞、王咪佳、王镭、赵梓冲                                         | 古装 |
| 漂亮主妇                    | 40   | 网页（页面存档备份，存于） | 6月21日 北京影视频道                           | 2013年1月11日 陕西卫视                | 王艳，小李琳，刘敏，梁爱琪                                                       | 都市 |
| 奢香夫人                    | 30   | 网页（页面存档备份，存于） | 6月27日 哈尔滨新闻综合频道                     | 11月10日 央视一套                     | 宁静、吕良伟、王思懿、张桐                                                       | 古装 |
| 百花深处                    | 37   | 网页（页面存档备份，存于） | 6月28日 黑龙江影视频道                         | 2012年2月18日 央视八套                | 冯远征，余少群，左小青                                                           | 民初 |
| 刁蠻俏御醫                  | 38   | 網頁                       | 6月29日 中視                                   | 2012年1月23日 江西/东南/湖北/河南卫视 | 張娜拉、TAE、高昊、蔡蝶、郭珍霓                                                  | 古装 |
| 活佛济公2                   | 60   | 网页（页面存档备份，存于） | 7月1日 杭州影视频道                            | 7月27日 江苏卫视                      | 陈浩民、林子聪、葉祖新                                                           | 古装 |
| 摩登新人类                  | 30   | 网页（页面存档备份，存于） |                                                | 7月5日 南方卫视 / 7月24日 东南卫视    | 胡歌、陈柏霖、陈意涵、姜超、马思纯                                               | 都市 |
| 大时代                      | 33   | 网页（页面存档备份，存于） | 7月5日 北京影视频道                            | 2012年10月8日 贵州卫视                | 段奕宏、蒋勤勤、薛佳凝、高虎、孙海英                                             | 都市 |
| 陽光天使                    | 20   | 网页（页面存档备份，存于） |                                                | 7月6日 湖南卫视金鹰独播剧场           | 吴尊、杨丞琳、张峻宁、刘梓妍                                                     | 都市 |
| 大唐女巡按                  | 30   | 网页（页面存档备份，存于） | 7月7日 上海东方电影频道                        | 2013年3月16日 东南/广东/山西卫视      | 锺欣潼、陈浩民、王姬、姬晨牧、万妮恩                                             | 古装 |
| 泪洒尘缘                    | 22   |                            | 7月11日 爱奇艺                                 |                                       | 田亮，郭珍霓                                                                     | 民初 |
| 圣堂风云                    | 30   | 网页（页面存档备份，存于） | 7月12日 黑龙江影视频道                         |                                       | 吴奇隆、李依晓、李威、张浩天、贾青、徐炜钧、韩晓                                 | 民初 |
| 新还珠格格                  | 98   | 网页（页面存档备份，存于） |                                                | 7月16日 湖南卫视金鹰独播剧场          | 李晟、海陆、张睿、李佳航、潘杰明、邱心志、邓萃雯、赵丽颖、高梓淇、刘雪华、孙耀琦 | 古装 |
| 盖世英雄方世玉              | 36   | 网页（页面存档备份，存于） |                                                | 7月19日 央视一套                      | 黄圣依、释小龙、杨子、元秋、许明虎、申军谊                                       | 古装 |
| 包青天之碧血丹心            | 40   | 网页（页面存档备份，存于） | 7月12日 山东齐鲁频道                           |                                       | 金超群、范鸿轩、何家劲、王莎莎、牛飘、何中华                                     | 古装 |
| 双城生活                    | 32   |                            | 7月20日 湖南经视                               | 11月6日 北京/东方/陕西/深圳卫视       | 马伊琍，涂松岩，张小磊，岳红                                                     | 婚姻 |
| 当婆婆遇上妈                | 30   | 网页（页面存档备份，存于） | 7月20日 深圳都市频道                           | 10月7日 东方卫视                      | 李小璐、贾乃亮、张绍荣、李勤勤、赵成顺、潘虹                                     | 都市 |
| 剑侠情缘之藏剑山庄          | 33   | 网页（页面存档备份，存于） | 7月21日 湖北综合频道                           | 2012年2月1日 央视八套                 | 谢霆锋、蔡卓妍、关智斌、吴亚桥、孙祖杨、张蒲薪、郑希怡                           | 古装 |
| 菩提树下                    | 40   | 网页（页面存档备份，存于） | 7月22日 浙江教育科技频道                       | 2012年7月14日 四川卫视                | 钟汉良、刘恺威、吕一、杨蕊、张译木、陈莎莉                                       | 民初 |
| 幸福45度角                  | 4    |                            | 7月24日 视频网                                 |                                       | 张可佳、王子强、刘令飞、李少龙、布莱恩、尤樱子                                   | 都市 |
| 孔子春秋                    | 38   | 网页（页面存档备份，存于） | 7月25日 Astro至尊HD                            |                                       | 朱刚日尧、王学圻、宋佳、孙淳                                                     | 古装 |
| 夏日甜心                    | 8    |                            | 7月28日 视频网                                 |                                       | 曾轶可、陈翔、武艺、刘惜君、刘美含                                               | 青春 |
| 西游记 (张纪中版)           | 52   | 网页（页面存档备份，存于） | 7月28日 湖北经视/南方影视频道/山西太原影视频道 | 2012年1月30日 浙江/东方/天津/云南卫视 | 吴樾、聂远、臧金生、徐锦江                                                       | 古装 |
| 乐动青春                    | 3    |                            | 8月3日 激动网                                  |                                       | 胡夏、李晨浩、冯晓                                                               | 青春 |
| 碧波仙子                    | 20   |                            | 8月5日 辽宁影视频道                            |                                       | 陈小春、孙菲菲、黄娟、于咏琳、何中华、战菁、穆婷婷                               | 古装 |
| 大秦直道                    | 45   |                            | 8月5日 中華電信MOD                             |                                       | 吴京安、寇世勋、杨幂、李东学                                                     | 古装 |
| 带刀女捕快                  | 34   |                            | 8月5日 陕西新闻综合频道                        | 2013年2月14日 贵州卫视                | 欧阳震华、佘诗曼、王翔弘、宋春丽                                                 | 古装 |
| 新萍踪侠影                  | 30   | 网页（页面存档备份，存于） |                                                | 8月6日 央视八套                       | 潘粤明、董洁、刘松仁、米雪、炽龙、刘思彤                                         | 古装 |
| 无懈可击之高手如林          | 36   | 网页（页面存档备份，存于） |                                                | 8月6日 深圳/天津/东南/辽宁卫视        | 胡歌、唐嫣、董璇、邱泽、范逸臣、戚薇                                             | 都市 |
| 大唐女将樊梨花              | 36   | 台視（页面存档备份，存于） | 8月7日 上海东方电影频道                        | 2012年1月4日 深圳/东南卫视            | 秦岚、刘恺威、王妍苏、唐宸禹                                                     | 古装 |
| 大唐双龙传之长生诀          | 38   | 网页（页面存档备份，存于） |                                                | 8月8日 央视一套                       | 陈国坤、方力申、朱茵、应采儿、司光敏、李佳佳                                     | 古装 |
| 金枝玉叶                    | 46   | 网页（页面存档备份，存于） |                                                | 8月22日 央视八套                      | 田海蓉、苗侨伟、朱泳腾、翟天临、林保怡、张萌、赵子琪、王一楠                     | 都市 |
| 完美丈夫 / 男士的品格       | 30   | 网页（页面存档备份，存于） | 8月27日 浙江台州新闻综合频道                   |                                       | 保剑锋、戴娇倩、潘仪君、林保怡、吕颂贤                                           | 都市 |
| 我和老妈一起嫁              | 28   | 网页（页面存档备份，存于） | 8月29日 湖南经视                               | 2012年6月16日 北京卫视                | 殷桃，彭玉，张洪杰，任帅，包贝尔                                                 | 婚姻 |
| 小站风云                    | 35   | 网页（页面存档备份，存于） |                                                | 9月1日 央视八套                       | 陈昭荣、杨若兮、王强、韩雯雯                                                     | 民初 |
| 在线爱                      | 26   |                            | 9月2日 奇艺网                                  |                                       | 李雅男，程琤，张兴哲，陈伟栋，赵多娜                                             | 都市 |
| 巔峰時代                    | 30   | 网页（页面存档备份，存于） | 9月9日 哈爾濱影視頻道                          |                                       | 黃少祺、王宇婕、丁國琳、方數真、曾莞婷、周紹棟、韓雪、陳莎莉                     | 都市 |
| 步步惊心                    | 35   | 网页（页面存档备份，存于） |                                                | 9月10日 湖南卫视金鹰独播剧场          | 吴奇隆、刘诗诗、郑嘉颖、袁弘、韩栋、林更新                                       | 古装 |
| 夏妍的秋天                  | 30   |                            |                                                | 9月11日 央视一套                      | 李念、印小天、丁柳元、高曙光、张默、赵丽颖、王骁                                 | 都市 |
| 爱情睡醒了                  | 38   | 网页（页面存档备份，存于） |                                                | 9月13日 安徽/深圳卫视                 | 邱泽、唐嫣、徐正曦、戚薇、溫昇豪                                                 | 都市 |
| 爱上微笑                    | 8    |                            | 9月16日 土豆网                                 |                                       | 陈键锋，王丽坤，杨千霈，姜育恒                                                   | 都市 |
| 护国大将军                  | 31   | 网页（页面存档备份，存于） |                                                | 9月20日 央视一套                      | 王志飞、姚笛、梁冠华                                                             | 民初 |
| 扇娘                        | 39   | 网页（页面存档备份，存于） | 9月26日 广西都市频道                           | 2012年12月17日 东南卫视               | 吴奇隆、姚芊羽、王珂、迟帅、郭珍霓                                               | 民初 |
| 孔子                        | 36   | 网页（页面存档备份，存于） | 9月26日 中華TV                                 | 2014年9月27日 山东卫视(上午)          | 趙文瑄、羅嘉良、李贞贤、陈晓                                                     | 古装 |
| 辛亥革命                    | 41   | 网页（页面存档备份，存于） |                                                | 9月27日 央视一套                      | 马少骅、张秋歌、姚居德、马晓伟、王思懿、萧蔷                                     | 民初 |
| 倾世皇妃                    | 35   | 网页（页面存档备份，存于） |                                                | 9月30日 湖南卫视金鹰独播剧场          | 林心如、严屹宽、霍建华、洪小鈴                                                   | 古装 |
| 后宫                        | 46   | 网页（页面存档备份，存于） | 9月30日 青海玉树新闻频道                       | 11月6日 浙江卫视                      | 安以轩、冯绍峰、杨怡、谭耀文、吕一、蒋毅                                         | 古装 |
| 百媚千娇                    | 36   | 网页（页面存档备份，存于） | 9月30日 上海电视剧频道                         | 2012年5月10日 海峡卫视                | 习雪、姚橹、刘汉强、李修贤、苑琼丹、许还幻、徐筠、何明翰、葛蕾                   | 民初 |
| 命运交响曲                  | 30   | 网页（页面存档备份，存于） |                                                | 10月3日 安徽/深圳卫视                 | 杨幂、冯绍峰、郭珍霓、迟帅、张伦硕、周晓涵、陶慧敏、陈为民                       | 都市 |
| 彩虹甜心                    | 30   | 网页（页面存档备份，存于） |                                                | 10月19日 江苏卫视                     | 林志颖、应采儿、邹廷威、侯姝                                                     | 都市 |
| 毛骗2                       | 20   |                            | 10月20日 视频网                                |                                       | 安宁，赵宁，杨羽，黎伟，邢冬冬，汪小壹，邵庄                                     | 青春 |
| 唐宮美人天下                | 45   | 网页（页面存档备份，存于） | 10月21日 广州综合频道                          | 11月24日 安徽/江苏/深圳/云南卫视      | 張庭、明道、李小璐、何晟铭、郑国霖、呂佳容、杨幂、佟丽娅                         | 古装 |
| 千山暮雪                    | 28   | 网页（页面存档备份，存于） |                                                | 10月22日 湖南金鹰独播剧场             | 刘恺威、颖儿、温峥嵘、李智楠                                                     | 都市 |
| 男人帮                      | 30   | 网页（页面存档备份，存于） |                                                | 10月22日 浙江/东方/北京/天津卫视      | 孙红雷、黄磊、王珞丹、汪俊                                                       | 都市 |
| 郎本无情                    | 38   |                            | 10月23日 湖南电视剧频道                        |                                       | 马雅舒，朱泳腾，岳跃利                                                           | 民初 |
| 深白·再婚进行时             | 38   |                            | 11月2日 河北经济生活频道                       | 2012年5月24日 央视八套                | 姚芊羽、曹炳琨、张铎                                                             | 婚姻 |
| 武则天秘史                  | 50   | 网页（页面存档备份，存于） |                                                | 11月5日 湖南卫视金鹰独播剧场          | 余少群、斯琴高娃、锺欣桐、郑爽                                                   | 古装 |
| 重生                        | 41   |                            |                                                | 11月8日 央视八套                      | 左小青，杨立新                                                                   | 民初 |
| 七侠五义人间道              | 25   | 网页（页面存档备份，存于） | 11月9日 四川公共频道                           |                                       | 赵文卓、万梓良、王同辉、寇振海、秦焰、徐麒雯                                     | 古装 |
| 被遗弃的秘密 / 藏心术       | 30   | 网页（页面存档备份，存于） |                                                | 11月13日 湖南卫视芒果周播剧场         | 甘婷婷、何晟铭、蒋梦婕、罗晋、乔振宇                                             | 民初 |
| 甄嬛传 / 后宫甄嬛传         | 76   | 网页（页面存档备份，存于） | 11月17日 浙江绍兴新闻综合频道                  | 2012年3月26日 安徽/东方/江西/天津卫视 | 孙俪、陈建斌、蔡少芬、李东学、蒋欣、斓曦、张晓龙、陶昕然                         | 古装 |
| 团圆                        | 42   | 网页（页面存档备份，存于） | 11月17日 山东济南新闻频道                      | 2012年11月15日 安徽卫视               | 江宏恩、陈仙梅、吕佳容、宗峰岩                                                   | 民初 |
| 我的灿烂人生                | 38   |                            |                                                | 11月22日 东方卫视                     | 陈彦妃、言承旭、贺彬、馨子、翁虹                                                 | 都市 |
| 再过把瘾                    | 38   | 网页（页面存档备份，存于） | 11月25日 上海艺术人文频道                      |                                       | 秦海璐、黄勐、吴超、周颖                                                         | 都市 |
| 无影灯下                    | 37   |                            | 11月25日 山东影视频道                          |                                       | 王学兵，于小伟 (客串:董勇，张歆艺，韩童生)                                       | 都市 |
| 枪炮侯                      | 45   | 网页（页面存档备份，存于） |                                                | 11月26日 安徽/山东/辽宁/广东卫视      | 倪大宏、吕中、杨雪、纪宁、赵静                                                   | 民初 |
| 成人记                      | 10   |                            | 11月30日 视频网                                |                                       | 吴俊余、乔乔、杨菲洋、曲家瑞、纪亚文、张晓晨、关智斌、李茂                       | 青春 |
| 钱多多嫁人记                | 35   | 网页（页面存档备份，存于） |                                                | 12月2日 湖南卫视金鹰独播剧场          | 李小冉、朴海镇、邵兵、黄小蕾、张俪、孙艺洲                                       | 婚姻 |
| 新上门女婿 / 倒插门         | 25   | 网页（页面存档备份，存于） |                                                | 12月5日 央视八套                      | 张译、张歆艺、潘虹、李琦                                                         | 婚姻 |
| 新永不瞑目                  | 28   | 网页（页面存档备份，存于） |                                                | 12月11日 江苏卫视                     | 郭家铭、赵子琪、张俪、隋俊波、陈昊                                               | 都市 |
| 爱在屋檐下 / 欲望与贪婪     | 60   | 网页（页面存档备份，存于） | 12月13日 上海东方电影频道                      | 2012年6月16日 山东卫视                | 张丹峰、唐治平、文颂娴、阚清子、田家达                                           | 都市 |
| 凰图腾                      | 42   | 网页（页面存档备份，存于） |                                                | 12月17日 湖南卫视金鹰独播剧场         | 张翰、白冰、张默、郑爽、商天娥                                                   | 古装 |
| 西津渡                      | 30   | 网页（页面存档备份，存于） | 12月19日 镇江电视台                            | 12月19日 江苏卫视(深夜)               | 黄海冰、王力可、蔡少芬、修庆、顾海波、薛佳凝、宗峰岩                             | 民初 |
| 怪侠欧阳德                  | 69   | 网页（页面存档备份，存于） | 12月19日 河南都市频道                          | 2012年1月16日 江苏卫视                | 小沈阳、赵本山、林江国、李晟、孙耀琦、毕畅                                       | 古装 |
| 黄河古镇 / 黄河绝恋         | 33   |                            | 12月20日 東風衛視                              |                                       | 李光洁、温兆伦、王力可、傅晶、王静                                               | 民初 |
| 星座方程式第一季            | 12   |                            | 12月23日 乐视网                                |                                       | 张俪、王啸坤、薇薇安                                                             | 都市 |
| 龙巡天下                    | 35   |                            | 12月24日 浙江嘉兴公共频道                      | 2013年7月7日 贵州卫视                 | 王燦、吳皓昇、周明增、曾安琪                                                     | 古装 |
| 烽火儿女情                  | 40   | 网页（页面存档备份，存于） | 12月29日 深圳电视剧频道                        | 2013年4月26日 厦门卫视                | 刘恺威、戴娇倩、朱紫汶、王琳、陈莎莉                                             | 民初 |
| 梦幻公馆                    | 30   |                            |                                                | 12月31日 厦门卫视                     | 谢其均、王萌黎                                                                   | 都市 |

## 谍战/抗战/年代/革命/乡土/生活/涉案/军旅
注：集数以国家广播电影电视总局公布为准，语言以普通话为主，按首播日期排序
| 剧名                            | 集数 | 专题                       | 首播(地方台/视频网)               | 首播(卫视/央视)                        | 主演                                                           | 题材 |
| ------------------------------- | ---- | -------------------------- | --------------------------------- | -------------------------------------- | -------------------------------------------------------------- | ---- |
| 钢铁年代                        | 37   | 网页（页面存档备份，存于） |                                   | 1月1日 山东/北京/天津/河南卫视         | 陈宝国、冯远征、姜宏波                                         | 革命 |
| 黎明前的暗战                    | 26   | 网页                       |                                   | 1月2日 央视一套                        | 杜雨露、孙兴、黄轩、周扬、郭达                                 | 革命 |
| 牛铁汉和他的儿女们              | 24   |                            |                                   | 1月9日 央视八套                        | 姚晨，王海地                                                   | 乡土 |
| 女人当官                        | 36   | 网页（页面存档备份，存于） |                                   | 1月11日 辽宁卫视                       | 闫学晶、李菁菁、王晓曦、秦卫东、谢园                           | 乡土 |
| 来的都是客                      | 30   |                            |                                   | 1月13日 辽宁卫视                       | 赵本山、小沈阳、王小利、刘小光、王小虎                         | 生活 |
| 我是特种兵                      | 24   | 网页（页面存档备份，存于） |                                   | 1月14日 央视一套                       | 侯勇、谷智鑫、王奎荣、任天野、刘晓洁、汤晶媚                   | 军旅 |
| 师傅                            | 35   | 网页（页面存档备份，存于） | 1月14日 辽宁沈阳新闻频道          | 6月5日 北京/天津/云南/吉林卫视         | 李幼斌、夏雨、斯琴高娃、吕行、阎娜、郭家铭                     | 乡土 |
| 那些年，那些事                  | 32   | 网页（页面存档备份，存于） | 1月16日 沈阳影视频道              |                                        | 保剑锋、张定涵、苏岩、岳跃利                                   | 乡土 |
| 北方汉子                        | 33   | 网页（页面存档备份，存于） | 1月18日 河南电视剧频道            | 6月15日 山东卫视                       | 刘佩琦、张恒、李成儒                                           | 革命 |
| 杨光的爱情故事                  | 22   |                            |                                   | 1月19日 天津卫视                       | 杨议、韩兆、买红妹、李丽君、尚华                               | 生活 |
| 看不见的背后                    | 36   |                            | 1月24日 山东电视影视频道          |                                        | 田小洁、李燕生、王彩平、刘敏、荆浩                             | 生活 |
| 嘎达梅林                        | 21   | 网页                       |                                   | 1月25日 央视八套                       | 巴音、宋国锋、王亚梅、安和尼玛、高兰村                         | 年代 |
| 五星红旗迎风飘扬                | 40   | 网页                       |                                   | 1月26日 央视一套                       | 唐国强、陈建斌、郑国霖、孙维民、王伍福                         | 革命 |
| 我们是一家人                    | 33   |                            | 1月27日 天津文艺频道              | 2012年1月2日 甘肃卫视                  | 王馥荔、杨幂、王骁                                             | 生活 |
| 大学生士兵的故事                | 50   | 网页                       |                                   | 2月1日 央视八套                        | 王磊、徐海乔、顾宇峰、孙晓鹏、金为珩                           | 军旅 |
| 风语                            | 25   | 网页                       |                                   | 2月9日 央视八套                        | 郭晓东、胡军、孙宁、冯恩鹤、高冬平                             | 年代 |
| 绿野                            | 25   |                            |                                   | 2月10日 辽宁卫视                       | 贺丹丹、刘小溪                                                 | 乡土 |
| 毕业时刻                        | 30   | 网页（页面存档备份，存于） |                                   | 2月10日 央视八套                       | 张默、舒砚、蒋小涵、张超、王学圻                               | 生活 |
| 延安爱情                        | 25   | 网页（页面存档备份，存于） |                                   | 2月11日 东方卫视                       | 殷桃、邓超、宋晓英                                             | 抗战 |
| 断喉弩                          | 26   |                            | 2月19日 黑龙江影视频道            | 12月21日 山东/河南/江西卫视            | 高云翔，陈蓉                                                   | 抗战 |
| 幸福来敲门                      | 20   | 网页（页面存档备份，存于） |                                   | 2月20日 央视一套                       | 蒋雯丽、孙淳、曹翠芬、杨紫、林永健                             | 生活 |
| 海峡往事                        | 33   | 网页                       |                                   | 2月21日 央视八套                       | 李丽虹、吕中、赵文瑄、刘园园、王冰                             | 抗战 |
| 中国远征军                      | 40   | 网页（页面存档备份，存于） |                                   | 2月22日 江苏/云南卫视                  | 黄志忠、张丰毅、柯蓝、李玥                                     | 革命 |
| 旗袍                            | 47   | 网页（页面存档备份，存于） | 2月23日 北京影视频道              | 4月23日 天津卫视                       | 马苏、王志文、李幼斌、申军谊、祖峰                             | 年代 |
| 抗日奇侠                        | 35   | 网页（页面存档备份，存于） | 2月28日 太原影视频道              | 4月18日 山东/黑龙江/江西/河南卫视      | 王新军、尔玛依娜、洪雁、徐亮                                   | 抗战 |
| 绞杀1943                        | 30   |                            | 2月28日 河南电视剧频道            | 9月1日 四川卫视                        | 陆玲、林笑石、车永莉、侯传皋、陈丽娜、杨猛                     | 谍战 |
| 裸婚                            | 30   |                            | 3月2日 沈阳影视频道               | 2012年11月20日 陕西卫视                | 王斑，马雅舒                                                   | 生活 |
| 借枪                            | 30   | 网页（页面存档备份，存于） |                                   | 3月3日 浙江/东方/北京/天津卫视         | 张嘉译、颜丙燕、罗海琼、张子健、李乃文                         | 谍战 |
| 国防生                          | 25   |                            | 3月8日 江西影视频道               | 2013年7月24日 青海卫视                 | 郑卫莉、张雅蓓、伊春德 、高梓淇、马少骅、殷叶                  | 军旅 |
| 情暖万家                        | 23   | 网页（页面存档备份，存于） |                                   | 3月9日 央视一套                        | 杨立山、陈筱诺、刘小宁、曹力、薛山                             | 生活 |
| 军旗飘扬                        | 30   |                            | 3月10日 北京文艺频道              |                                        | 夏雨、马苏、高峰、钟梅                                         | 军旅 |
| 家有父母                        | 80   |                            | 3月11日 杭州综合频道              |                                        | 彭玉、刘子枫                                                   | 生活 |
| 傻春                            | 34   |                            | 3月13日 上海电视剧频道            | 8月8日 黑龙江/河北/河南卫视            | 陶红、吕丽萍、孔琳、毛晓彤、张蓓蓓                             | 乡土 |
| 黑色名单                        | 35   | 网页（页面存档备份，存于） | 3月14日 上海东方电影频道          | 5月13日 四川卫视                       | 黄觉、颜丹晨、张宝雯、刘冬、许圣楠、蒋宇扬                     | 谍战 |
| 淘金年代 / 火烧云               | 40   |                            | 3月15日 石家庄都市频道            |                                        | 王雷，于越，叶静                                               | 乡土 |
| 王海涛今年41                    | 28   | 网页（页面存档备份，存于） | 3月15日 天津滨海频道              | 4月21日 北京/深圳卫视                  | 张国强、刘蓓、高虎、李野萍、李光复                             | 生活 |
| 红槐花                          | 38   | 网页（页面存档备份，存于） | 3月15日 苏州社会经济频道          | 6月27日 安徽/山东/黑龙江/河北卫视      | 宁静、黄志忠、张桐、池瑞波、范明、杜源、蒋欣                   | 革命 |
| 湖光山色                        | 24   |                            |                                   | 3月16日 央视八套                       | 杨明娜，刘小锋                                                 | 乡土 |
| 天火传说                        | 60   |                            | 3月20日 北京卡酷卫视              |                                        | 王成、汪旭、苏航、任巡、张磊、吴永淦、陈俊亨、马伟国           | 科幻 |
| 东方                            | 39   | 网页                       |                                   | 3月22日 央视一套                       | 唐国强、马晓伟、王伍福、卢奇                                   | 革命 |
| 梨花泪                          | 34   | 网页                       |                                   | 3月23日 央视八套                       | 孙宁、杜志国、王思懿、李子雄、寇振海                           | 乡土 |
| 水上游击队                      | 35   |                            | 3月25日 上海东方电影频道          | 12月11日 安徽卫视                      | 于小伟、白冰、穆佳男、王鑫                                     | 抗战 |
| 远远的爱 / 守候我们的幸福       | 24   | 网页（页面存档备份，存于） | 3月28日 江苏城市频道              | 5月6日 北京卫视                        | 佟大为、吴越、蒋方婷、董博文、吴京安                           | 生活 |
| 中国远征军2之岛城风云           | 28   |                            | 3月29日 南宁影视频道              |                                        | 王奎荣，寇郑海，刘雨鑫，李健                                   | 抗战 |
| 江湖奇案                        | 32   |                            | 3月29日 辽宁影视频道/山东影视频道 |                                        | 王雷，王珂，林申，陈西贝                                       | 涉案 |
| 兴国，兴国！                    | 35   | 网页（页面存档备份，存于） |                                   | 3月31日 央视一套                       | 王挺、张恒、李解、张宇菲、佟悦                                 | 革命 |
| 盘龙卧虎高山顶                  | 30   | 网页                       |                                   | 4月3日 央视八套                        | 刘涛、潘粤明、李欣汝、王超、刘冠翔                             | 年代 |
| 风车                            | 38   | 网页                       | 4月5日 江苏城市频道               | 9月2日 北京卫视                        | 李晨、宋佳、杨立新、霍思燕、韩童生、章龄之                     | 乡土 |
| 尖刀战士                        | 34   | 网页（页面存档备份，存于） | 4月8日 山东影视频道               | 2013年2月9日 贵州卫视                  | 杨烁，叶璇、于越、邹俊百                                       | 年代 |
| 风云1911 / 兄弟英雄             | 35   |                            | 4月9日 安徽影视频道               | 10月6日 江西/山东/广东/贵州卫视        | 聂远，连奕名，霍思燕，周扬，张洪睿                             | 年代 |
| 保留                            | 4    |                            | 4月10日 新媒体音乐剧              |                                        | 黄义达、唐嫣、张粤、单如                                       | 生活 |
| 能人冯天贵                      | 31   | 网页（页面存档备份，存于） |                                   | 4月11日 央视一套                       | 潘长江、潘阳、梁爱琪、宋佳宁、朱晏                             | 生活 |
| 国际大营救                      | 35   |                            |                                   | 4月13日 央视八套                       | 连奕名、陈国坤、莫小棋、矢野浩二                               | 抗战 |
| 双枪李向阳之再战松井            | 26   |                            | 4月18日 上海东方电影频道          | 2012年2月13日 陕西卫视                 | 张嘉译、赵纯阳、田小洁、李奕泽                                 | 抗战 |
| 大浴堂                          | 34   |                            | 4月19日 北京影视频道              | 7月2日 辽宁卫视                        | 贾一平、陶泽如、胡可、奚美娟、刘园园                           | 抗战 |
| 春暖花开                        | 33   | 网页（页面存档备份，存于） | 4月19日 山东电视齐鲁频道          | 6月5日 浙江卫视                        | 李小冉、赵纯阳、潘虹、李明启、赵峥、倪虹洁                     | 生活 |
| 幸福密码                        | 30   | 网页（页面存档备份，存于） |                                   | 4月27日 央视一套                       | 辛柏青、朱媛媛、陆玲、田重、李坤霖                             | 生活 |
| 前妻的车站                      | 28   | 网页                       | 4月28日 山东电视影视频            | 2012年3月26日 北京/四川卫视            | 江珊、周小斌、韩青、石林                                       | 生活 |
| 告诉我你爱我 / 夺爱             | 32   |                            | 4月30日 广州综合频道              | 2012年12月11日 江西卫视                | 张晞临，王琳，刘涛，郑卫莉                                     | 生活 |
| 生死瞬间                        | 26   |                            | 4月 甘肃文化影视频道              | 2013年4月17日 河南卫视                 | 赵春羊，陈娜                                                   | 涉案 |
| 兰花香                          | 30   |                            |                                   | 5月3日 安徽/东南卫视                   | 姚芊羽、陈莎莉、陈昭荣、刘恩佑、艾伟                           | 年代 |
| 乡村爱情交响曲                  | 30   | 网页（页面存档备份，存于） |                                   | 5月5日 北京卫视                        | 赵本山、小沈阳、金鸿鸣、王君平、毕畅                           | 乡土 |
| 代号：蓝色行动                  | 19   |                            | 5月8日 上海东方电影频道           |                                        | 王蔚、丁莉、王亚楠                                             | 涉案 |
| 暗宅之谜2淘金谷 / 血洗淘金谷    | 30   |                            | 5月9日 视频网                     |                                        | 杜源，习雪                                                     | 抗战 |
| 妈妈的罗曼史                    | 35   | 网页（页面存档备份，存于） |                                   | 5月11日 江苏卫视                       | 小李琳、吴京安、林永健、郭达、阿斯茹                           | 生活 |
| 汶川故事                        | 28   |                            |                                   | 5月12日 央视八套                       | 瞿麟曼、吴健、冯绍峰、孙梅竞、刘科、赵亮、王迅、雷汉           | 生活 |
| 中国1921                        | 30   | 网页（页面存档备份，存于） |                                   | 5月16日 央视一套                       | 谷智鑫、李沁、胡军、于和伟、叶大鹰、吴京安                     | 革命 |
| 矿山人家                        | 26   |                            |                                   | 5月17日 央视八套                       | 任程伟，陶红                                                   | 乡土 |
| 雪花那个飘                      | 38   | 网页（页面存档备份，存于） |                                   | 5月17日 北京/山东/黑龙江/辽宁/吉林卫视 | 张译、刘威葳、齐襄、毛孩、徐梵溪、周知、潘雨辰、周璞           | 乡土 |
| 远去的飞鹰                      | 30   | 网页（页面存档备份，存于） | 5月18日 湖北综合频道              | 9月16日 东南卫视                       | 朱亚文、姚笛、郭伊娜、刘劲、邬君梅                             | 抗战 |
| 生死归途 / 中国血               | 32   |                            | 5月19日 南方经视                  | 11月29日 黑龙江/贵州，30日 河南卫视    | 孙逊，张晶晶，朱泳腾                                           | 抗战 |
| 大爱无声                        | 20   |                            |                                   | 5月20日 央视八套                       | 傅晶、迟帅、袁志博、王志华、董慧                               | 生活 |
| 我的燃情岁月                    | 21   |                            | 5月21日 河北都市频道              | 2013年4月11日 央视八套                 | 林源、杨雪、蒋欣、徐露、沈晓海、傅程鹏                         | 革命 |
| 青春作伴                        | 12   |                            | 5月23日 金鹰纪实频道              | 5月23日 湖南卫视                       | 李霄云，李光彩，张远，厉娜                                     | 革命 |
| 防线                            | 25   |                            |                                   | 5月23日 央视八套                       | 高曙光，李艳冰                                                 | 涉案 |
| 我的父亲是板凳                  | 34   | 网页（页面存档备份，存于） | 5月27日 湖北综合频道              | 7月19日 浙江/深圳/天津/辽宁卫视        | 王宝强、陶虹、张子枫                                           | 年代 |
| 大商道 / 大道向远方             | 40   | 网页（页面存档备份，存于） | 5月27日 吉林都市频道              |                                        | 张嘉译，张延                                                   | 年代 |
| 神圣使命                        | 24   | 网页（页面存档备份，存于） | 5月30日 广州影视频道              |                                        | 张嘉译、张兆北、于震、黄曼                                     | 涉案 |
| 矿哥矿嫂的平凡生活              | 28   | 网页（页面存档备份，存于） |                                   | 6月1日 央视八套                        | 陶玉玲、汪永贵、刘彩云、郭连文、李菁菁、王晓曦                 | 生活 |
| 永远的忠诚                      | 30   | 网页（页面存档备份，存于） |                                   | 6月3日 央视一套                        | 张国强、陶虹、魏宗万、张洪杰、吕中、周舟                       | 生活 |
| 船来船往                        | 46   | 网页（页面存档备份，存于） |                                   | 6月3日 厦门卫视                        | 吴孟达、张立威、杨斯、王子子、刘威、皓恬、宗妮                 | 生活 |
| 十一级台阶                      | 26   |                            |                                   | 6月6日 山东/河南卫视                   | 沙溢、金巧巧、文清、王珂、张光北、于越                         | 抗战 |
| 一生守护                        | 34   |                            | 6月6日 常州新闻频道               | 2013年4月14日 江西卫视                 | 杨童舒，周杰，郝平，李勤勤                                     | 生活 |
| 我的青春在延安                  | 20   | 网页（页面存档备份，存于） |                                   | 6月7日 湖南卫视金鹰独播剧场            | 郑恺、孙骁骁、乔乔、魏巍、钱枫                                 | 革命 |
| 秘杀名单                        | 30   |                            | 6月11日 河南电视剧频道            | 2012年1月30日 四川卫视                 | 靳东，李立群，周扬，章贺                                       | 谍战 |
| 新四军女兵                      | 30   | 网页（页面存档备份，存于） |                                   | 6月13日 东方卫视                       | 赵子琪、黄维德、刘威葳、徐梵溪、甘婷婷、涂黎曼、郭家铭、张佳宁 | 抗战 |
| 螳螂                            | 30   | 网页（页面存档备份，存于） | 6月13日 湖北综合频道/广西综艺频道 | 8月26日 江苏卫视                       | 莫小棋、董勇、甘婷婷、冯恩鹤                                   | 谍战 |
| 铁道游击队2                     | 36   | 网页（页面存档备份，存于） | 6月25日 山东影视频道              | 9月24日 广东/辽宁/河南/安徽卫视        | 赵恒煊，刘长纯                                                 | 革命 |
| 开天辟地                        | 36   | 网页（页面存档备份，存于） |                                   | 6月15日 央视一套                       | 陈建斌、蒋勤勤、黄海冰、张萌、靳东                             | 革命 |
| 刀锋乱世情                      | 29   |                            | 6月16日 上海东方电影频道          |                                        | 张磊，白庆琳，李丽虹，庹宗华                                   | 抗战 |
| 风华正茂                        | 20   | 网页（页面存档备份，存于） |                                   | 6月17日 湖南卫视金鹰独播剧场           | 江铠同、王雷、潘之琳、乔乔、陶慧敏                             | 革命 |
| 中国1945之重庆风云              | 30   | 网页（页面存档备份，存于） |                                   | 6月20日 北京/重庆卫视                  | 唐国强、张国立、袁莉、蒋勤勤、刘劲、张铁林                     | 革命 |
| 永不磨灭的番号                  | 34   | 网页（页面存档备份，存于） | 6月21日 江苏城市频道              | 8月16日 北京卫视                       | 黄海波、王雷、李健、姚芊羽、芦芳生、倪大宏                     | 抗战 |
| 弹孔                            | 30   | 网页（页面存档备份，存于） |                                   | 6月23日 央视一套                       | 郭涛、薛佳凝、侯勇、郭广平、王劲松、关亚军                     | 年代 |
| 掩护                            | 25   |                            | 6月23日 绍兴新闻综合频道          | 9月12日 黑龙江卫视                     | 陆毅、刘涛、朱泳腾、杨紫彤                                     | 谍战 |
| 钟点工们                        | 25   |                            | 6月25日 吉林乡村频道              | 2014年7月13日 江西卫视                 | 李勤勤、刘莉莉                                                 | 生活 |
| 战火中青春2之血染的风采         | 32   | 网页（页面存档备份，存于） |                                   | 6月26日 江苏卫视                       | 刘威、王妍苏、郑逸桐、张沛然、阿斯茹、金珈                     | 抗战 |
| 夺粮剿匪记 / 食为天             | 29   | 网页（页面存档备份，存于） |                                   | 6月27日 央视八套                       | 董勇、唐一菲、姜峰、张明健、马诗红、白荟                       | 年代 |
| 理发师                          | 25   | 网页（页面存档备份，存于） | 6月28日 湖北综合频道              | 2013年5月29日 河北卫视                 | 李晨、王丽坤、涂松岩、薛薇、王绘春、任帅、李舜                 | 年代 |
| 党的女儿                        | 30   | 网页（页面存档备份，存于） |                                   | 6月29日 江西/云南/广东卫视             | 王茜华、丁志诚、林静、叶鹏、沈航、袁苑、魏璐                   | 近代 |
| 三十里铺                        | 30   |                            | 6月 深圳/上海等                   | 2012年1月2日 江西卫视                  | 王媛可，赵鸿飞，张彤，寇振海                                   | 革命 |
| 宣言                            | 26   |                            |                                   | 7月2日 央视八套                        | 任重，黄曼，谭凯                                               | 革命 |
| 古村女人                        | 26   |                            | 7月3日 吉林乡村频道               | 2012年5月13日 山东卫视                 | 谢兰，刘佩琦                                                   | 乡土 |
| 智者无敌                        | 30   | 网页（页面存档备份，存于） |                                   | 7月4日 东方/北京/四川/辽宁卫视         | 陈宝国、丁志诚、田中千绘、黄曼、徐成峰、谢刚                   | 谍战 |
| 革命人永远是年轻                | 39   | 网页（页面存档备份，存于） |                                   | 7月5日 央视一套                        | 聂远、陶飞霏、沈晓海、赵亮                                     | 革命 |
| 匪娘 / 母子情仇 / 猛虎突击队    | 23   | 网页（页面存档备份，存于） | 7月7日 江苏综艺频道               | 2012年4月23日 黑龙江/辽宁/贵州/陕西    | 朱铁、于慧、刘牧、陈锐                                         | 抗战 |
| 搞笑一家人(中国版)              | 40   |                            |                                   | 7月8日 四川/广东/天津卫视              | 高亚麟、牛莉、白志迪、宫景华、姜妍、谭松韵                     | 生活 |
| 妈妈我爱你                      | 26   |                            |                                   | 7月10日 安徽卫视                       | 刘威葳、傅晶、房子斌、秦岚、张铎、李继春                       | 生活 |
| 香草美人                        | 32   | 网页                       | 7月13日 济南新闻频道              | 2012年2月25日 央视八套                 | 刘威葳、谢君豪、张明健、倪大宏、矢野浩二                       | 抗战 |
| 风雨沙坡头                      | 35   |                            | 7月17日 北京影视频道              |                                        | 丁海峰，刘文治                                                 | 抗战 |
| 迷雾双龙 / 龙城1937             | 25   | 网页（页面存档备份，存于） | 7月18日 甘肃文化影视频道          |                                        | 袁弘，许还幻，袁志博                                           | 年代 |
| 雷锋                            | 22   | 网页（页面存档备份，存于） |                                   | 7月19日 山东/河北/湖北卫视             | 田亮、苗圃、王力可、童瑶、薛佳凝、杜源、牛犇                   | 革命 |
| 李春天的春天                    | 24   | 网页（页面存档备份，存于） |                                   | 7月20日 安徽卫视                       | 宋丹丹、李佳璇、李凤绪、许亚军、李崇霄、焦俊翔                 | 生活 |
| 红妆                            | 32   |                            |                                   | 7月20日 陕西卫视                       | 张歆艺、汤镇宗、邵兵、朱晓渔、陈思璇、刘佳佳、吕晓禾           | 年代 |
| 瑶山大剿匪                      | 34   | 网页（页面存档备份，存于） | 7月20日 山东齐鲁频道              |                                        | 丁海峰、温峥嵘、马师红、尚于博、侯越秋、杨舒                   | 年代 |
| 中国地                          | 40   | 网页（页面存档备份，存于） |                                   | 7月23日 央视一套                       | 李幼斌、萨日娜、李金哲、王雨、刘交心、吴楚                     | 年代 |
| 重案六组4                       | 36   |                            | 7月26日 山西科教频道              | 2012年6月4日 四川/天津/山东/云南卫视   | 王茜，张潮，郭昊伦，肖聪，邢岷山                               | 涉案 |
| 请你原谅我                      | 25   | 网页（页面存档备份，存于） | 7月27日 江苏城市频道/河南都市频道 | 12月21日 安徽/天津/陕西/河北卫视       | 吴秀波、海清、吴越、董洁、房子斌                               | 年代 |
| 刀尖上行走                      | 27   | 网页（页面存档备份，存于） | 7月30日 湖南电视剧频道            | 12月4日 浙江/天津/四川/云南卫视        | 梅婷、王志飞、高明、王奎荣、白荟、霍青、于滨                   | 谍战 |
| 激战江南                        | 32   |                            |                                   | 7月31日 央视八套                       | 王亚楠，何琳，杜志国                                           | 抗战 |
| 菊子 / 天道人道                 | 34   | 网页（页面存档备份，存于） | 8月2日 上海电视剧频道             | 11月14日 辽宁卫视                      | 王雅捷，奇道，韩青                                             | 年代 |
| 暗红1936                        | 35   | 网页（页面存档备份，存于） | 8月3日 厦门影视频道               | 2013年5月3日 贵州卫视                  | 王学兵、刘佩琦、余皑磊、车永莉、张延、彭杨                     | 谍战 |
| 军统枪口下的女人                | 30   |                            |                                   | 8月5日 四川卫视                        | 高寒、高语阳、韩月乔、刘思梦、池瑞波、王芬妮                   | 谍战 |
| 小小飞虎队                      | 28   | 网页（页面存档备份，存于） |                                   | 8月11日 央视一套                       | 赵泽文、小叮咚、胡天阳、高曙光、艾丽娅                         | 年代 |
| 我在等你回家 / 家之门           | 28   |                            | 8月13日 广州影视频道              | 2013年8月2日 江西卫视                  | 董勇，胡可，孟霞，林家川                                       | 生活 |
| 终极封神                        | 20   |                            | 8月16日 视频网                    |                                        | 午马、李佩泽、王梓健、孙若飞、刘井波、王浩宇                   | 科幻 |
| 生死大营救                      | 24   |                            | 8月20日 南方经视                  |                                        | 陈刚、朱宏嘉、刘丹、苏青、余皑磊、王奕盛、张衣                 | 涉案 |
| 浪漫向左，婚姻往右              | 30   | 网页（页面存档备份，存于） | 8月22日 上海电视剧频道            | 2012年3月10日 安徽/辽宁/陕西/河北卫视  | 徐帆、范明、王雷、杜源                                         | 生活 |
| 飞虎神鹰                        | 42   | 网页（页面存档备份，存于） | 8月22日 福建综合频道              | 2012年3月9日 山东/黑龙江/四川/云南     | 张子健、曲栅栅、梁冠华、刘蕾                                   | 抗战 |
| 潜龙行动                        | 28   |                            | 8月23日 河北影视频道              | 2013年8月31日 北京/天津/貴州卫视       | 罗刚，万梓良，刘一含                                           | 涉案 |
| 你是我的幸福                    | 30   | 网页（页面存档备份，存于） |                                   | 8月26日 央视一套                       | 王刚、李明启、刘佳、李建义、黄轩、林园、牛犇                   | 生活 |
| 满秋                            | 30   |                            | 8月26日 江苏城市频道              | 2012年5月12日 北京/吉林/陕西卫视       | 颜丙燕，李坤霖，乔振宇，宋佳伦                                 | 乡土 |
| 橄榄树                          | 34   |                            | 8月31日 山东影视频道              | 2016年5月12日 辽宁卫视                 | 陈思成、刘涛、孙涛、李东翰                                     | 乡土 |
| 瞧这一家子                      | 30   | 网页（页面存档备份，存于） |                                   | 9月1日 河北卫视                        | 张嘉译、朱媛媛、彭玉                                           | 都市 |
| 追剿 / 黎明追剿                 | 30   |                            | 9月2日 四川影视文艺频道           | 2014年2月7日 四川卫视                  | 刘冠翔、郭东文、时代美、孙荣、郭晓峰                           | 谍战 |
| 血色玫瑰2之女子别动队           | 32   |                            | 9月4日 沈阳综合频道               | 2012年3月26日 四川、7月31日 广西卫视   | 王姬、于震                                                     | 抗战 |
| 最后征战                        | 45   | 网页（页面存档备份，存于） | 9月7日 贵州综艺频道               |                                        | 孙逊，曾黎，甘露                                               | 年代 |
| 和婆婆一起出嫁                  | 26   |                            | 9月9日 河北经济生活频道           | 2012年6月16日 河南/陕西卫视            | 丁柳元，蒋宝英                                                 | 生活 |
| 断刺                            | 32   | 网页（页面存档备份，存于） |                                   | 9月11日 江苏卫视                       | 柳云龙、童蕾、谷智鑫、何政军、徐正运、邓莎                     | 谍战 |
| 川军团血战到底 / 血战到底       | 33   | 网页（页面存档备份，存于） | 9月12日 陕西新闻综合频道          |                                        | 贾一平、陶泽如、胡可、王迅、崔波、张佳宁                       | 革命 |
| 圣天门口                        | 40   | 网页（页面存档备份，存于） | 9月13日 湖北新闻综合频道          | 2012年10月22日 安徽卫视                | 段奕宏、袁文康、柯蓝、练束梅、宋佳                             | 年代 |
| 舞动的K线                       | 30   | 网页（页面存档备份，存于） |                                   | 9月16日 央视八套                       | 李琦，王平，尹相杰，马增蕙                                     | 生活 |
| 血色恋情                        | 30   |                            | 9月17日 江苏城市频道              | 2012年5月4日 辽宁卫视                  | 孙菲菲，王阳                                                   | 抗战 |
| 米脂婆姨                        | 30   |                            | 9月18日 湖南电视剧频道            | 2012年9月5日 山西卫视                  | 马境，桑叶红，叶静，李东翰                                     | 抗战 |
| 马迭尔旅馆的枪声                | 29   |                            |                                   | 9月25日 央视八套                       | 邵兵，张恒，王毅，吕行，赵立新                                 | 谍战 |
| 山里红                          | 30   |                            | 9月25日 山东齐鲁频道              | 2012年1月20日 央视八套                 | 颜丹晨，潘粤明，于震，宋雨霏                                   | 乡土 |
| 旗袍旗袍                        | 43   |                            |                                   | 9月27日 江苏卫视                       | 侯勇、申军谊                                                   | 谍战 |
| 红色利剑                        | 30   | 网页（页面存档备份，存于） | 9月27日 河北都市频道              | 2013年3月29日 陕西卫视                 | 谭洋，周征波                                                   | 抗战 |
| 锁定美军特使                    | 32   | 网页（页面存档备份，存于） | 9月29日 江苏综艺频道              | 2012年3月9日 央视八套                  | 徐洪浩，李易祥，杨蓉，冯国庆                                   | 抗战 |
| 老爸的筒子楼 / 老爸的美好年代   | 35   | 网页（页面存档备份，存于） | 9月30日 深圳都市频道              | 2012年6月6日 江西卫视                  | 许亚军，刘威葳                                                 | 乡土 |
| 叶落长安                        | 40   |                            | 10月1日 吉林都市频道              | 2012年5月27日 山东/北京/陕西/吉林卫视  | 陈小艺、倪大宏、刘涛、马浴柯                                   | 乡土 |
| 战火四千金                      | 31   |                            | 10月5日 山东齐鲁频道              | 2013年2月26日 四川、2月28日 云南卫视   | 曾泳醍、袁志博、贺丹丹、李若嘉                                 | 谍战 |
| 情与缘 / 一个儿子两个妈         | 28   |                            | 10月9日 黑龙江影视频道            | 2012年12月21日 北京卫视(上午)          | 奚美娟，宋春丽，沙溢，侯天来                                   | 生活 |
| 黑狐                            | 38   | 网页（页面存档备份，存于） | 10月10日 湖北综合频道             | 12月17日 四川卫视                      | 张若昀、刘小锋、文章、吴秀波、李曼、吴婷、章雯淇               | 抗战 |
| 风雪飘落的季节 / 血战太行山     | 21   |                            | 10月15日 視頻网                   |                                        | 舒畅、柏嘉莹、王斑                                             | 革命 |
| 人是铁饭是钢 / 大厨             | 32   |                            | 10月17日 哈尔滨新闻综合频道       | 2014年4月8日 北京卫视                  | 冯远征、李梦男、李芯逸、苗圃                                   | 乡土 |
| 海魂                            | 33   |                            |                                   | 10月17日 央视八套                      | 于波，朱杰，林江国                                             | 抗战 |
| 娘家的故事3                     | 80   | 网页（页面存档备份，存于） |                                   | 10月18日 安徽卫视                      | 尚于博、马雅舒、江祖平、何赛飞、林在培                         | 生活 |
| 下海                            | 37   |                            |                                   | 10月22日 央视一套                      | 张嘉译，刘蓓，范明                                             | 生活 |
| 老爸驾到 / 門當父不對           | 20   | 网页                       | 10月31日 公視HD台                 | 2012年4月11日 深圳卫视                 | 马如龙、沛小岚、高明、曾之乔、凌潇肃                           | 生活 |
| 铁血使命 / 女子炸弹部队1 / 暗刺 | 36   |                            | 10月 湖北经视                     | 2012年6月26日 四川卫视                 | 王珂、王新、王挺、李雨泽、陈亦然、周楚楚                       | 谍战 |
| 谁来伺候妈                      | 30   | 网页（页面存档备份，存于） | 11月1日 上海电视剧频道            | 2012年4月10日 山东卫视                 | 彭玉，邵峰                                                     | 生活 |
| 家产                            | 36   | 网页（页面存档备份，存于） |                                   | 11月2日 江苏卫视                       | 刘莉莉、贾乃亮、孙松、赵君、范雷、杨青                         | 生活 |
| 我是大侦探                      | 60   |                            |                                   | 11月3日 辽宁卫视                       | 郭德纲，于谦，史妍，于月仙                                     | 年代 |
| 一个鬼子都不留                  | 32   | 网页                       | 11月4日 山东齐鲁频道              | 2013年3月10日浙江/湖北/贵州卫视        | 于震、马少骅、张玉洁                                           | 抗战 |
| 掌门女婿                        | 36   | 网页（页面存档备份，存于） | 11月9日 吉林都市频道              | 2012年8月15日 黑龙江/吉林/辽宁/新疆    | 张译，徐梵溪                                                   | 生活 |
| 金陵秘事                        | 32   |                            |                                   | 11月14日 央视八套                      | 孙岩，秦海璐                                                   | 谍战 |
| 第四片甲骨                      | 32   | 网页（页面存档备份，存于） | 11月15日 上海东方电影频道         |                                        | 刘晓虎，李芯逸，吴毅将                                         | 年代 |
| 葵花进城 / 麦田里的向日葵       | 28   |                            | 11月19日 山东电视台               | 2012年10月15日 辽宁卫视                | 田宇鹏，鸿利，侯天来，姜妍，于小慧                             | 乡土 |
| 吃亏是福                        | 30   | 网页（页面存档备份，存于） | 11月20日 北京影视频道             | 2012年4月4日 广东卫视                  | 姚芊羽、赵毅、柏寒、冯雷、林永健                               | 生活 |
| 咱家那些事                      | 33   | 网页（页面存档备份，存于） |                                   | 11月24日 央视一套                      | 黄志忠、陈小艺、朱媛媛、周小斌                                 | 生活 |
| 再回首                          | 36   | 网页（页面存档备份，存于） | 11月28日 北京影视频道             | 2012年12月10日 四川卫视                | 齐欢、金玉婷、黄觉                                             | 乡土 |
| 大丽家的往事                    | 30   |                            |                                   | 11月29日 央视八套                      | 王茜华，曹曦文                                                 | 乡土 |
| 大汉口                          | 34   | 网页（页面存档备份，存于） |                                   | 12月2日 北京/湖北卫视                  | 杜淳，王姬                                                     | 年代 |
| 母子连心                        | 24   |                            | 12月5日 上海东方电影频道          | 2014年3月7日 江西卫视                  | 王靜、刘斌、李泽峰、唐梓翔                                     | 生活 |
| 借问英雄何处                    | 30   | 网页（页面存档备份，存于） | 12月10日 湖南经视                 | 2013年4月8日 陕西卫视                  | 唐国强，孙海英，晋松，钱泳辰                                   | 抗战 |
| 有爱就有家                      | 30   | 网页（页面存档备份，存于） | 12月10日 福建电视剧频道           |                                        | 萨日娜，王琳，毕彦君，王阳，是安，张佳宁，王晓晨               | 生活 |
| 节振国传奇                      | 30   |                            |                                   | 12月10日 央视一套                      | 郭涛，温兆伦                                                   | 抗战 |
| 人到四十                        | 38   | 网页（页面存档备份，存于） |                                   | 12月11日 北京/东方/深圳卫视            | 王志文、江珊、孙松、曾黎                                       | 生活 |
| 赎仇 / 狭路兄弟 / 喋血清江浦    | 31   | 网页（页面存档备份，存于） | 12月17日 哈尔滨新闻综合频道       | 2015年3月11日 南方卫视                 | 陈小春、任天野、徐洪浩、庹宗华                                 | 谍战 |
| 新亮剑                          | 40   | 网页（页面存档备份，存于） |                                   | 12月18日 浙江卫视                      | 黄志忠，任泉，果静林，甘婷婷                                   | 抗战 |
| 杀狼花                          | 25   |                            | 12月19日 厦门影视频道             | 2012年6月6日 天津卫视/云南卫视         | 甄锡、王奎荣、黄海冰、苏瑾、宁丹琳                             | 谍战 |
| 鸡毛蒜皮没小事2                 | 36   |                            |                                   | 12月21日 天津卫视                      | 姜超，汪芫，蔡明，于谦，郭德纲                                 | 生活 |
| 传奇之王                        | 39   | 网页（页面存档备份，存于） | 12月23日 浙江科技频道             | 2012年1月1日 江苏卫视                  | 柳云龙、王雅捷、曾黎、午马、万茜、曾江                         | 年代 |
| 黄金密码                        | 28   | 网页（页面存档备份，存于） | 12月24日 上海新闻综合频道         |                                        | 张桐，曹炳琨，高露                                             | 谍战 |
| 国门英雄                        | 33   | 网页（页面存档备份，存于） |                                   | 12月25日 央视一套                      | 李幼斌、史兰芽、张志坚、田子田、施京明                         | 涉案 |
| 青山绿水红日子                  | 24   |                            |                                   | 12月25日 央视八套                      | 侯祥玲，陈虹池                                                 | 乡土 |
| 锁侠                            | 32   |                            | 12月27日 长沙经贸频道             | 2012年9月2日 山东卫视                  | 陆玲、郑晓东、曾培                                             | 谍战 |
| 遍地狼烟                        | 30   |                            | 12月29日 山东齐鲁频道             | 2012年5月7日 四川/贵州卫视             | 杨烁、周扬                                                     | 抗战 |